# Trichoderma reesei
Trichoderma reesei ist eine Schlauchpilz-Art aus der Familie der Krustenkugelpilzverwandten. Die mesophile und filamentöse Art ist die Anamorphe des Pilzes Hypocrea jecorina Berk. & Broome, 1873.

## Lebenszyklus
Der Stamm QM6a von Trichoderma reesei  hat einen Paarungs-Locus vom Typ MAT1-2. Die Entdeckung des entgegengesetzten Paarungs-Typs (MAT1-1) wurde 2009 bekannt gegeben, so dass naheliegt, dass es sich bei T. reesei um eine heterothallische Art handelt. Nachdem die Art seit ihrer Entdeckung vor mehr als 50 Jahren als asexuell galt, kann nunmehr die sexuelle Reproduktion bei T. reesei QM6a induziert werden, was zur Bildung befruchteter Stromata und reifer Ascosporen führt. T. reesei hat damit einen Paarungstyp-abhängig charakterisierten Lebenszyklus. Das Genom der Art wurde 2008 entschlüsselt.

## Ökologie und biochemische Leistungen
T. reesei kann große Mengen Cellulose-auflösender (cellulolytischer) Enzyme (Cellulasen und Hemicellulasen) absondern. Für mikrobielle Cellulasen gibt es in der Industrie Anwendungsmöglichkeiten bei der Umwandlung von Cellulose, die eine Hauptkomponente pflanzlicher Biomasse darstellt, in Glukose.
Das Isolat QM6a von T. reesei wurde ursprünglich während des Zweiten Weltkriegs auf den Salomon-Inseln isoliert, da man auf die Zerstörung von Zelten und Bekleidung der US-amerikanischen Truppen aufmerksam wurde. Alle gegenwärtig in der Biotechnologie und der Grundlagenforschung verwendeten Stämme der Art stammen von diesem Isolat ab.

## Nutzung
Trichoderma reesei ist ein für die Industrie bedeutsamer Mikroorganismus. Aktuelle Fortschritte in der Biochemie der Cellulase-Enzymologie, der Mechanismus der Cellulose-Hydrolyse (Cellulose), die Verbesserung der Stämme, Klonierung und die Verfahrenstechnik lassen die Cellulasen von T. reesei als wichtige kommerziell verfügbare Produkte für die Cellulose-Hydrolyse erscheinen. Mehrere industriell nutzbare Stämme wurden entwickelt und gekennzeichnet, z. B. Rut-C30, RL-P37 und MCG-80, die schwerpunktmäßig die Cellulase-Produktion erhöhen sollten. Die Programme zur Verbesserung bestanden ursprünglich aus klassischer Mutagenese (mit Hilfe ionisierender Strahlung oder von Chemikalien), welche zu Stämmen führte, die in der Lage waren 20-mal so viel Cellulase zu produzieren wie QM6a.
Das ultimative Ziel der Schaffung hypercellulolytischer Stämme war die Gewinnung eines nicht katabolitrepressiven Stammes, der es T. reesei erlauben würde, Cellulasen unter jeder Kombination von Wachstumsbedingungen zu produzieren, selbst in Anwesenheit von Glukose. Mit dem Aufkommen moderner genetischer „Werkzeuge“ wie zielgerichteter Deletion, zielgerichteter Genausschaltung und anderen wurde eine neue Klasse von Stämmen synchronisierter „Hyperproduzenten“ geschaffen. Einige der höchstproduktiven industriellen Stämme erzeugen bis zu 100 Gramm Cellulasen pro Liter, mehr als dreimal so viel wie RUT-C30 (welcher selbst doppelt so viel produziert wie sein Elternstamm NG14).
T. reesei wird für die Produktion von Stonewashed Jeans verwendet. Die vom Pilz erzeugten Cellulasen schädigen partiell das Gewebe der Hosen und machen es weich, so dass die Jeans wie mit Steinen gewaschen aussehen.